# Idioma gulidjan
Gulidjan (Coligan, Kolijon, Kolitjon), también conocido como Kolakngat (Kolacgnat, Colac),  es una lengua aborigen australiana extinta del pueblo Gulidjan del estado de Victoria, Australia. Hay datos muy limitados disponibles sobre el idioma, pero los lingüistas han sugerido que es un idioma mixto que contiene elementos de idiomas vecinos.

## Atestación
El idioma se atestigua por primera vez en 1839. Aunque se ha perdido gran parte del detalle y el vocabulario, hay suficiente para confirmar que constituía un idioma separado. Han sobrevivido unas 100 palabras. Algunos análisis sugieren que puede ser una lengua mixta o lengua criolla que tiene algo en común con cada una de las lenguas vecinas. Las fuentes más tempranas se refieren al idioma como Gulidjan, aunque James Dawson  (activista) prefería Kolakgnat, que significa 'pertenecer a la arena'. No se han registrado hablantes desde 1975, por lo que se considera una lengua extinta.